# Hans Christof von Sponeck
Hans Christof Graf von Sponeck, diplomático alemán, nacido en Bremen, en el año 1939, trabajó durante más de treinta años en el Programa de las Naciones Unidas para el Desarrollo (PNUD). Nombrado en 1998 Coordinador Humanitario de Naciones Unidas en Irak, con rango de secretario general adjunto, presentó su dimisión en marzo del año 2000 como protesta por la política de sanciones que extendió la miseria y el hambre entre la población iraquí, cuyo nivel de vida había sido hasta entonces superior al de la mayoría de los países de su entorno. Es autor del libro A Different Kind of War: the UN Sanctions Regime in Iraq. Autopsia de Irak: Las sanciones: otra forma de guerra, en su edición en castellano. Von Sponeck analiza las sanciones de Naciones Unidas y sus consecuencias partiendo de documentos oficiales inéditos en su mayoría, pero también de sus discusiones con el propio secretario general de la ONU, Kofi Annan, los máximos dirigentes del depuesto gobierno iraquí y, sobre todo, de la terrible experiencia del pueblo iraquí, que pudo conocer de primera mano durante los quince meses que pasó en Irak tratando de remediar los efectos de trece años ininterrumpidos de un régimen de sanciones.
De la importancia del texto citado de von Sponeck se han hecho eco pensadores como Noam Chomsky y John Pilger. Para el primero, "En su meticuloso y cuidadosamente documentado estudio, Sponeck demuestra con dolorosa precisión que el Consejo de Seguridad de Naciones Unidas, y especialmente Estados Unidos y el Reino Unido, han violado radicalmente esas mínimas condiciones de comportamiento civilizado con su programa de sanciones contra la torturada población de Iraq". Para el segundo: "Este es uno de los libros más importantes que recuerdo. [...] Hay que leer este excelente libro para entender el peligro, procedente de un nuevo poder imperialista, que afronta el mundo".
En su libro, H.C. von Sponeck examina la política de sanciones de la ONU contra Irak, sus 
consecuencias y la situación interna e internacional entre las dos Guerras del Golfo, 1991 y 2003. Director del programa Petróleo por Alimentos en 1998-2000, su investigación se basa 
en documentos internos de la ONU no publicados con anterioridad y en sus discusiones con los 
responsables políticos de NNUU (como el Secretario General, Kofi Annan), altos cargos y 
políticos iraquíes (incluido Sadam Huseín) y ciudadanos iraquíes corrientes. Sponeck se 
pregunta quién se benefició realmente del programa Petróleo por Alimentos, qué papel jugó 
el Consejo de Seguridad de la ONU y los distintos Estados miembros, y si había entonces y hay hoy alternativas a las políticas de la ONU respecto a Irak.
“En este sobrio e impresionante estudio, von Sponeck nos recuerda las disposiciones de la 
Convención de La Haya de 1907 que prohíben infligir cualquier castigo a personas por actos 
de los que no son responsables, un principio moral básico y, en el siglo pasado, una 
obligación vinculante para todos los Estados. En su meticuloso y cuidadosamente documentado 
estudio, [Sponeck] demuestra con dolorosa atención y precisión que el Consejo de Seguridad de Naciones Unidas, pero especialmente EE. UU. y Reino Unido, han violado radicalmente aquellas mínimas condiciones de comportamiento civilizado en su programa de sanciones dirigido contra la torturada población de Irak, lo que incluye el programa de Petróleo por Alimentos, que él intentó, de forma valiente, dirigir de forma humana, luchando contra los crueles e incesantes obstáculos. Es una lectura necesaria, con lecciones cruciales también para el futuro inmediato, e inmensamente triste.” (Noam Chomsky)
Von Sponeck fue nombrado en noviembre de 1998 por el Secretario General de Naciones Unidas, Kofi Annan, para dirigir la Oficina del Coordinador de las Operaciones Humanitarias en Irak de Naciones Unidas (UNOHCI), la estructura establecida por el organismo internacional para la gestión del programa Petróleo por Alimentos. 
Al igual que su predecesor en Bagdad, Denis Halliday, von Sponeck dimitió de su cargo en febrero de 2000 en protesta por la prolongación de las sanciones contra Irak. Con anterioridad y desde 1968, von Sponeck había trabajado en el Programa de Naciones Unidas para el Desarrollo (PNUD) en Gana, Pakistán, Turquía, Botsuana, India y Ginebra. Desde su dimisión, trabaja como asesor de varias organizaciones no gubernamentales en Suiza, Italia y EE. UU., y como consultor de desarrollo en organizaciones internacionales. 

### En castellano
- Hans C. von Sponeck, Autopsia de Iraq. Las sanciones: otra forma de guerra, Pórtico de Celso N. Amorim, Prólogo de Carlos Varea, tradujo Mercedes Bellavista y Gonzalo Fernández Parrilla, 560 pp. Madrid, Ediciones del Oriente y del Mediterráneo con la colaboración de la Campaña Estatal contra la Ocupación y por la Soberanía de Irak (CEOSI), 2007, ISBN 84-96327-36-8